# 알람 아라
알람 아라(The Beauty Of The World, Alam Ara)는 인도에서 제작된 아데셔 이라니 감독의 1931년 영화이다. 마스터 비달 등이 주연으로 출연하였다.

## 출연

### 주연
- 마스터 비달

### 조연
- L.V. Prasad

## 제작진
- 원작자: Joseph David

## 같이 보기
- 유실 영화 목록